# Central do Maranhão
Central do Maranhão é um município brasileiro do estado do Maranhão, Região Nordeste do país. Sua população estimada segundo o censo 2022 (IBGE), era de 7 094 habitantes.
O município foi criado pela lei Nº 6.175, de 10 de novembro de 1994, com sede no Povoado Central. Foi desmembrado do município de Mirinzal, sendo subordinado à Comarca de Guimarães. O município de Central do Maranhão limita-se ao norte com o município de Mirinzal, a leste com os municípios de Guimarães e Mirinzal, a oeste com os municípios de Pinheiro e Mirinzal e ao sul com o município de Bequimão.
Elevado à categoria de município com a denominação de Central do Maranhão, pela lei estadual nº 6175, de 10-11-1994, desmembrado de Mirinzal. Sede no atual distrito de Central do Maranhão ex-povoado de Usina Joaquim Antônio. Constituído do distrito sede. Instalado em 01-01-1997. Em divisão territorial datada de 15-VII-1997, o município é constituído do distrito sede. Assim permanecendo em divisão territorial datada de 2005.
HISTÓRIA
A história do município está ligada à história da produção de açúcar no Brasil Império, sendo em um dado período considerado o segundo maior produtor de açúcar do Maranhão, alimentando por alguns anos a exportação de açúcar para outros Estados da Federação. E, assim em Central do Maranhão foi construído o seu maior patrimônio, a Usina Joaquim Antônio, datado do século XIX.
Dados apontados mostram que a economia do Açúcar no Maranhão revelou-se uma estratégia escolhida para auxiliar na colonização das novas terras maranhenses depois da expulsão dos holandeses, ainda no século XVII. Na segunda metade do século XIX, o governo provincial concedeu incentivos para a modernização de antigos engenhos, que pudessem produzir açúcar de melhor qualidade e em condições de competir no mercado nacional, tudo isso fez parte de uma estratégia de industrialização da então província. Neste contexto, surgiram os Engenhos Centrais, com a finalidade de concentrar a produção, modernizarem as máquinas, transformar as operações de hidráulica, a operação a vapor e finalmente preparar o setor para enfrentar o mercado competitivo. Como fruto dessa política industrial surgiu a Usina Joaquim Antônio, que teve forte participação na economia açucareira do Estado do Maranhão, estando atrás apenas do Engenho Central de São Pedro, no Vale do Pindaré.
A Usina Joaquim Antônio foi fundada pelo Senhor Joaquim Antônio Viana, também chamado Capitão Joaquim Antônio. Membro de uma família abastarda, que teria ido durante períodos do auge da produção do algodão e açúcar, estudar Engenharia Hidráulica na Holanda visando já investimentos futuros. De volta ao Brasil instalou sua usina nas redondezas de Guimarães, na fazenda Pindaíba, onde hoje se situa a sede do município de Central do Maranhão, fabricando o açúcar a vácuo e a sua fundação data de 1860. Assim como todos os outros engenhos do mesmo período, a mão-de-obra empregada era a escrava. Em 1861 já aparece como um dos engenhos de açúcar movido por água. Em 1892 essa usina foi transformada em Engenho Central.
Logo após a abolição da escravatura, consta o início da centenária Feira Tradicional de Central do Maranhão, ainda realizada no mesmo lugar (nas proximidades das ruínas do antigo engenho), aos domingos. A movimentação da Feira foi possível devido ao pagamento dos operários feito a cada semana de trabalho. Sendo, portanto, uma das primeiras referências históricas do trabalho livre e assalariado na região. Datam ainda do mesmo período de criação da Usina, a construção da Igreja Matriz da cidade, dedicada à Nossa Senhora da Conceição e a estrutura da Chaminé da Usina. Outras construções também fazem parte do conjunto arquitetônico antigo da cidade, tais como: a Casa da Gerência, a residência administrativa dos Senhores durante o funcionamento do engenho e a estrutura da Quitanda Grande que não existe mais.
Neste período histórico, a região onde funcionou a Usina Joaquim Antônio Viana, era território pertencente ao Município de Guimarães, depois passou a fazer parte do município de Mirinzal, e deste ultimo se emancipou em 1994. 